# St. Georgen am Längsee (Gemeinde Sankt Georgen am Längsee)

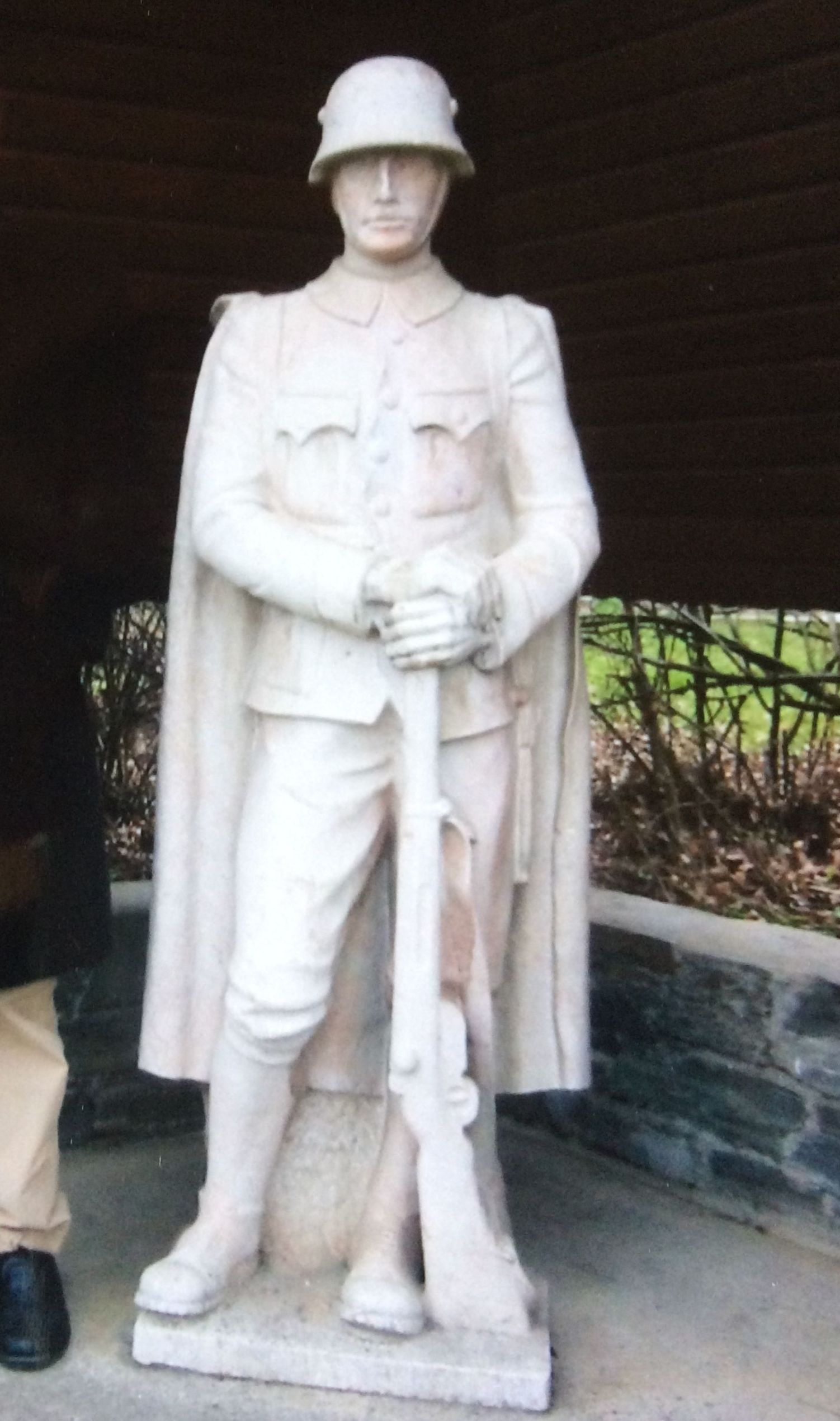
Das Kriegerdenkmal von Sankt Georgen am Längsee vom Bildhauer Max Domenig

St. Georgen am Längsee ist eine Ortschaft in der Gemeinde St. Georgen am Längsee im Bezirk Sankt Veit an der Glan in Kärnten. Die Ortschaft hat 172 Einwohner (Stand 1. Jänner 2024). Sie liegt auf dem Gebiet der Katastralgemeinde St. Georgen am Längsee.

## Lage
Die Ortschaft liegt etwa 5 Kilometer nordöstlich der Bezirkshauptstadt Sankt Veit an der Glan, im Zentrum der Gemeinde St. Georgen am Längsee, im St. Veiter Hügelland, am Fuß des Otwinskogels und etwas oberhalb des Längsees.

## Geschichte
Das Stift St. Georgen wurde um 1005 gegründet.
Auf dem Gebiet der Steuergemeinde St. Georgen am Längsee liegend, gehörte der Ort in der ersten Hälfte des 19. Jahrhunderts zum Steuerbezirk St. Georgen am Längsee. Seit Gründung der Ortsgemeinden im Zuge der Reformen nach der Revolution 1848/49 gehört die Ortschaft zur Gemeinde Sankt Georgen am Längsee. Bis Mitte des 19. Jahrhunderts bestand die Ortschaft neben dem Stift nur aus wenigen Häusern, vorwiegend gleich südöstlich neben dem Stift. Weiter südlich, wo heute eine langgestreckte Einfamilienhaussiedlung den größten Teil der Ortschaft bildet, bestanden damals nur zwei Höfe (Burgstaller und Klein-Burgstaller).
Das Dorf trägt zwar denselben Namen wie die Gemeinde, zu der es gehört, doch ist es nur fünftgrößte Ortschaft der Gemeinde und erfüllt keine zentralörtlichen Funktionen. Als Gemeindehauptort gilt Launsdorf.

## Bevölkerungsentwicklung
Für die Ortschaft ermittelte man folgende Einwohnerzahlen:
- 1869: 11 Häuser, 110 Einwohner[2]
- 1880: 12 Häuser, 105 Einwohner[3]
- 1890: 13 Häuser, 108 Einwohner[4]
- 1900: 14 Häuser, 99 Einwohner[5]
- 1910: 16 Häuser, 91 Einwohner[6]
- 1923: 17 Häuser, 94 Einwohner[7]
- 1934: 101 Einwohner[8]
- 1961: 28 Häuser, 189 Einwohner[9]
- 2001: 65 Gebäude (davon 47 mit Hauptwohnsitz) mit 66 Wohnungen und 56 Haushalten; 155 Einwohner und 21 Nebenwohnsitzfälle; 12 Arbeitsstätten, 6 land- und forstwirtschaftliche Betriebe[10]
- 2011: 69 Gebäude, 169 Einwohner, 71 Haushalte, 20 Arbeitsstätten[11]
- 2021: 72 Gebäude, 162 Einwohner, 71 Haushalte, 28 Arbeitsstätten[12]